# Marwane Saadane
Marwane Saadane (Mohammedia, 17 gennaio 1992) è un calciatore marocchino, difensore dell'Al-Fateh.

## Carriera

### Club
Il 1º luglio 2016 viene acquistato a titolo definitivo dalla squadra turca del Çaykur Rizespor.